# Une lampe à la fenêtre
Pour plus de détails, voir Fiche technique et Distribution.
Une lampe à la fenêtre (Una lampada alla finestra) est un film dramatique italien réalisé par Gino Talamo et sorti en 1940.

## Synopsis
Un père désespéré et en proie à la folie à la suite de la mort de son fils adoré, qu'il croyait à tort être l'auteur d'un vol, place chaque nuit une lampe allumée sur le rebord de la fenêtre dans l'espoir que son fils revienne. Un soir, un clochard frappe à la porte, que l'homme croit être son fils disparu. Le nouveau venu rencontre la sœur de son fils décédé et tombe amoureux d'elle en retour, mais pensant à son histoire comme à un échec, il préfère quitter la maison pour reconstruire sa vie et être digne de l'amour de la jeune femme. Le père, désespéré, place à nouveau la lampe à la fenêtre.

## Fiche technique
- Titre français : Une lampe à la fenêtre[1]
- Titre original italien : Una lampada alla finestra[2]
- Réalisateur : Gino Talamo
- Scénario : Gino Capriolo (it), Vincenzo Tieri (it)
- Photographie : Goffredo Belisario
- Montage : Duilio A. Lucarelli
- Musique : Ezio Carabella (chanson d'Alessandro Derevitsky (it))
- Décors : Alfredo Montori (it)
- Production : Alfonso Sansoni
- Société de production : Europa Film
- Pays de production :  Royaume d'Italie
- Langue originale : italien
- Format : Noir et blanc - Son mono
- Durée : 84 minutes
- Genre : Drame
- Dates de sortie :
  - Royaume d'Italie : 10 février 1940
  - France : 1943

## Distribution
- Ruggero Ruggeri : Andrea
- Laura Solari : Vianella
- Luigi Almirante : professeur Burlando
- Osvaldo Valenti : Dick
- Paolo Viero : Paolo
- Anna Magnani : Ivana
- Luigi Pavese : Max
- Guido Lazzarini
- Danilo Calamai
- Tina Lattanzi
- Nerio Bernardi
- Eugenia Zareska
- Guido Montero